# 巴鲁伊河
巴鲁伊河  是婆罗洲砂拉越的一条河流。它是拉让江 (Rejang River)上游的其中一个支流。砂拉越最大的水坝，装机240万千瓦：巴贡水坝 (Bakun Dam)坐落于此。